# Појана Марулуј (Сучава)
Појана Марулуј (рум. Poiana Mărului) насеље је у Румунији у округу Сучава у општини Малини. Oпштина се налази на надморској висини од 472 m.

## Становништво
Према подацима из 2002. године у насељу је живело 1267 становника, од којих су сви румунске националности.